# Chichester
Chichester katedralby i West Sussex, i det sydøstlige England, med 29.407(2021) indbyggere. Det er den eneste by i countiet, der har status som "city", og den er county town. Chichesters historie går tilbage til den romerske periode og var vigtig i det angelsaksiske England. Det er sæde for områdets stift og huser Chichester Cathedral, som er en domkirke grundlagt i 1100-tallet. Derudover findes nogle af Storbritanniens ældste bygninger og kirker i Chichester.
Byen rummer en center for countiets kultur med teater, museum og kunstgalleri. Chichester Harbour og South Downs er to af de større områder for udendørs aktiviteter. I Priory Park findes resterne af Chichester Castle, der i dag blot fremstår som en motte.